# Association internationale des systèmes de véhicules sans pilote
 (mai 2025).
L'Association internationale des systèmes de véhicules sans pilote (en anglais Association for Uncrewed Vehicle Systems International, ou AUVSI) est la plus grande organisation internationale à but non lucratif représentant des membres travaillant à faire progresser la robotique et les systèmes "sans pilote" aériens, terrestres et maritimes (par exemple, les drones) dans le monde.
Les 9 000 membres d'AUVSI représentent des agences gouvernementales, des institutions académiques, des organisations à but non lucratif, des entreprises en démarrage et des intérêts indépendants provenant de plus de 60 pays.
En tant que lobby influent, AUVSI plaide également en faveur des politiques et régulations américaines qui favorisent l'innovation et la croissance, tout en fournissant des informations au public sur les avantages des systèmes sans pilote et en maintenant la plus grande base de données mondiale de plateformes sans pilote dans les domaines aériens, terrestres et maritimes,.

## Mission
La mission de l'AUVSI est de favoriser la croissance de l'industrie autonome et de résoudre les défis de l'industrie en abordant les points de friction. L'AUVSI réunit des innovateurs, des fabricants, des opérateurs et des parties prenantes pour partager des connaissances, créer des opportunités de marché et plaider en faveur de politiques efficaces qui maximisent les avantages des technologies autonomes,.

## Histoire
L'AUVSI est le fruit de l'idée d'un groupe d'officiers de la Force aérienne des États-Unis, inspirés par l'utilisation de drones cibles comme moyens de reconnaissance pendant la guerre du Viêt Nam. Fondée à Dayton dans l'Ohio en 1972, l'organisation était à l'origine connue sous le nom de National Association of Remotely Piloted Vehicles (NARPV). En 1974, le chapitre de Wright Kettering de l'Ohio a accueilli le premier symposium national de l'organisation.
À la fin des années 1970, les RPVs ont été appelés véhicules aériens sans pilote (UAV). Le terme récemment reconnu de “sans pilote” englobe plus que les véhicules aériens, et la reconnaissance des développements croissants dans les domaines terrestre, maritime et spatial a amené l'organisation à élargir son champ d'action. En 1978, la NARPV a élargi son focus et ses services pour créer une communauté inclusive de toutes les disciplines des systèmes sans pilote, et a changé de nom pour devenir l'Association for Unmanned Vehicle Systems (AUVS). En 1982, le siège a été déplacé de Dayton à Washington D.C..
Au cours des années 1980 et 1990, l'AUVSI a suivi le rythme rapide de croissance de l'industrie mondiale des systèmes sans pilote, et le besoin des services de l'organisation a commencé à dépasser les frontières de Washington, D.C. En 1996, l'AUVS est devenue l'Association for Unmanned Vehicle Systems International (AUVSI) afin de refléter l'étendue réelle de l'organisation.
En 2003, les activités mondiales de l'AUVSI ont conduit à la création du programme International Opportunities Program (IOP), une campagne visant à sensibiliser le public à l'AUVSI, à accroître les services aux membres et à renforcer le réseau mondial de l'industrie des systèmes sans pilote. Les activités mondiales de l'AUVSI font désormais partie intégrante de son engagement envers la croissance, la viabilité à long terme et la stabilité de l'industrie des systèmes sans pilote.